# (6301) Bohumilruprecht
(6301) Bohumilruprecht es un asteroide perteneciente al cinturón de asteroides, región del sistema solar que se encuentra entre las órbitas de Marte y Júpiter, más concretamente a la familia de Temis, descubierto el 29 de enero de 1989 por Zdeňka Vávrová desde el Observatorio Kleť, České Budějovice, República Checa.

## Designación y nombre
Designado provisionalmente como 1989 BR1. Debe su nombre a Bohumil Ruprecht, un divulgador de astronomía checo.

## Características orbitales
Bohumilruprecht está situado a una distancia media del Sol de 3,169 ua, pudiendo alejarse hasta 3,688 ua y acercarse hasta 2,650 ua. Su excentricidad es 0,163 y la inclinación orbital 0,491 grados. Emplea 2061,38 días en completar una órbita alrededor del Sol.

## Características físicas
La magnitud absoluta de Bohumilruprecht es 12,2. Tiene 18,02 km de diámetro y su albedo se estima en 0,104. 